# Są takie dni w tygodniu/Kolorowy film
Są takie dni w tygodniu/Kolorowy film – czwarty album Urszuli Sipińskiej, wydany w 1980 roku. W jego skład wchodziły dwa oddzielne programy, zamieszczone na obu stronach płyty.

## Lista utworów
Strona A:
1. "Są takie dni w tygodniu"
2. "Pamiętam nas"
3. "Sentymentalny dzień"
4. "Płynąć"
5. "Gdy po trudnym dniu"

Strona B:
1. "Limit czasu czyli czy nas jeszcze pamiętasz"
2. "Weź kolorowy film"
3. "Ach, cóż to za romans był"
4. "Śpiewam i gram"